# Miliberta gnathilata
Miliberta gnathilata är en fjärilsart som beskrevs av Boris Ivan Balinsky 1994. Miliberta gnathilata ingår i släktet Miliberta och familjen mott. Inga underarter finns listade i Catalogue of Life.